# 空沼岳
空沼岳（そらぬまだけ）は、北海道石狩管内の札幌市にある標高約1,251mの山である。山頂付近は支笏洞爺国立公園の第1種特別地域に指定されている。
札幌市中心部から車で40分程とアクセスが良いため、夏場のハイキング・秋の紅葉・冬のスキー登山など、市民に親しまれている山のひとつである。

## 名称について
山頂の近く、すなわち高いところに大小の沼があるため「空沼」と呼ばれたという説があるが、確証はない。
別の説では、アイヌ語が起源ではないかと考えられている。漁川支流のラルマナイ川は空沼岳を源流としているが、古名をソラルマナイ（滝の潜る所）というため、関連づける見方がある。

## 地形と地質
空沼岳は、第四紀更新世に活動したと考えられる火山のひとつである。空沼岳溶岩の上に漁岳溶岩流があるため、漁岳よりは形成が古いということがわかっている。
山頂から北西に延びる稜線に沿って、幅500メートル・長さ2キロメートルのグラーベン（地溝）があり、その東側には地すべり地形が万計沢に向かって広がっている。グラーベンの北西端では二次・三次の地すべりが下流に向かって並び、南東端では山頂直下からまた別の地すべりが東に延びている。
登山ルート湯の沢コースの出だしがなだらかなのは、この地すべり地形のためである。また簾舞コースの「迷い平」と呼ばれる複雑な地形も、地すべり地形の一種である。

### 沼

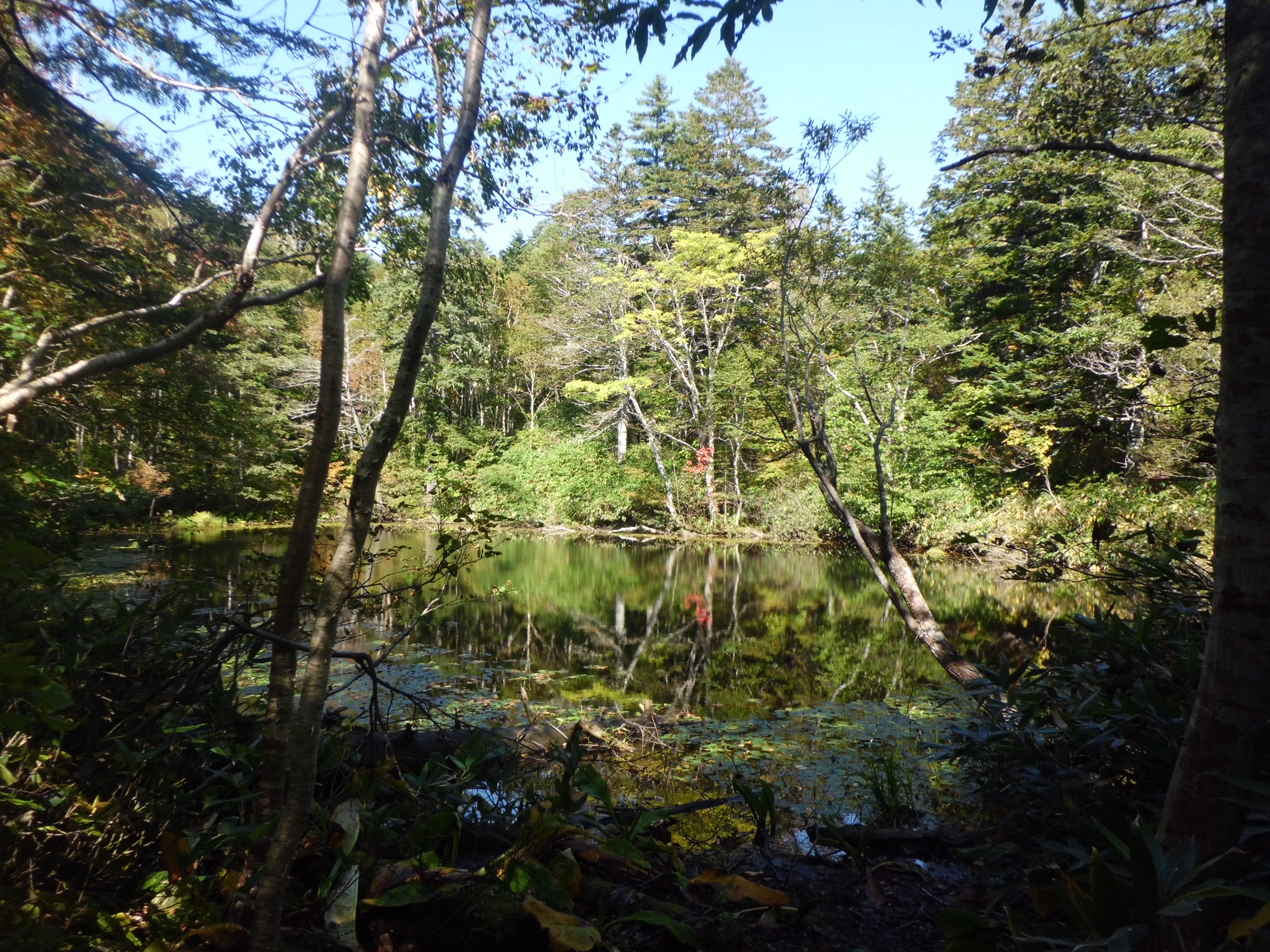
青沼
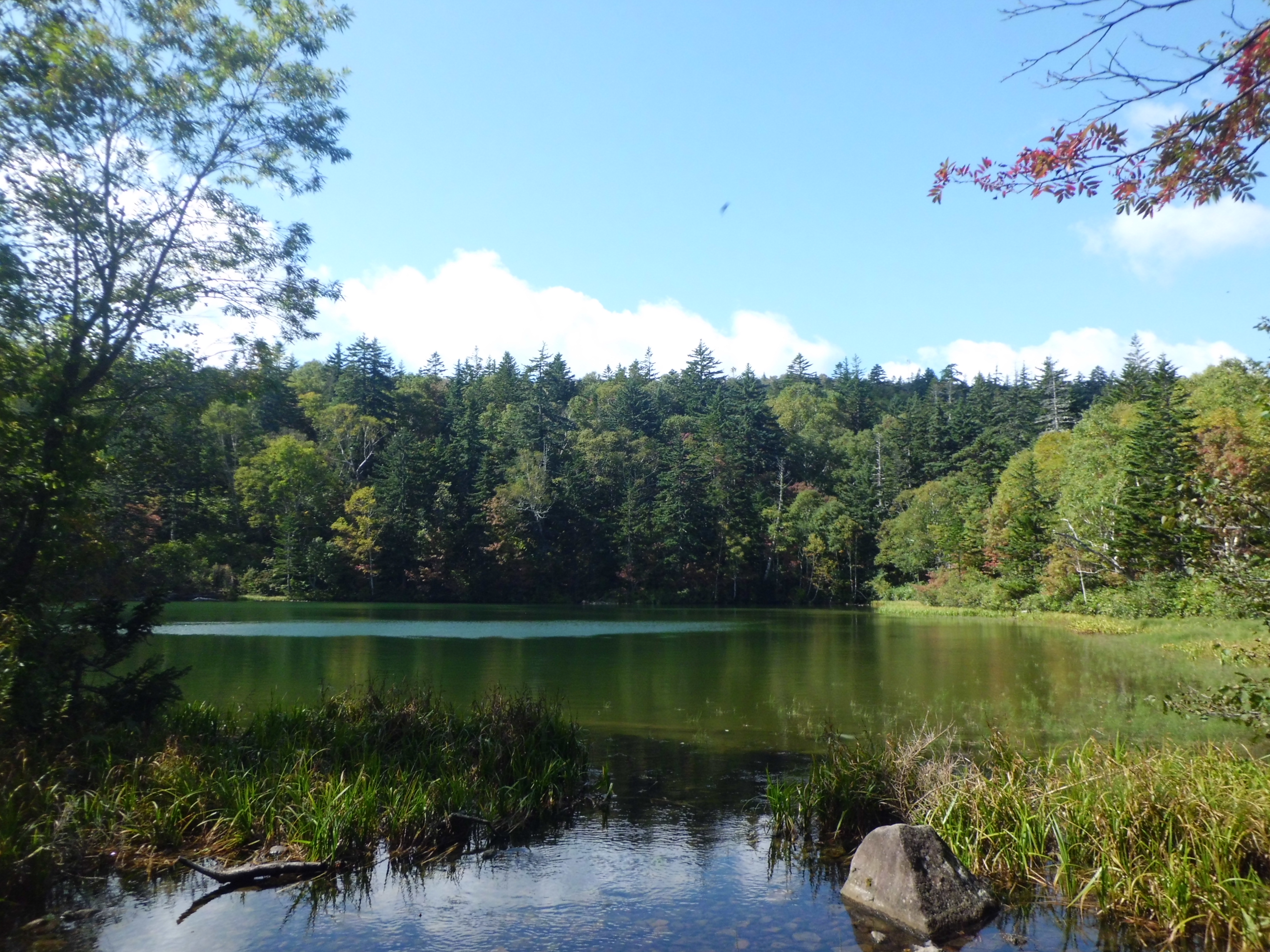
万計沼
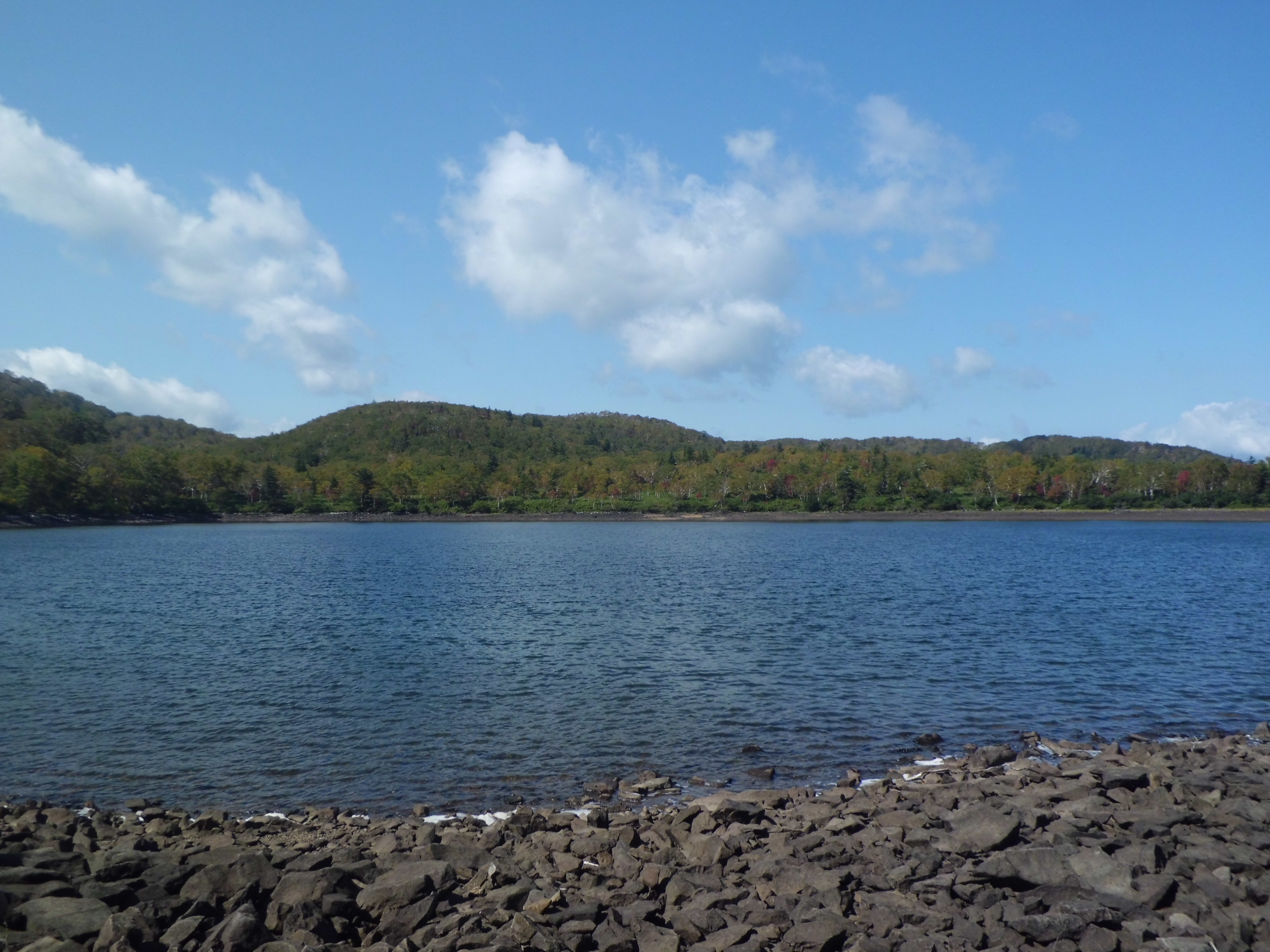
真簾沼

地すべり運動でできた窪地に水が溜まったため、空沼岳の東麓には多くの沼が形成されている。
万計沼（ばんけいぬま）
真駒内川の支流である万計沢の水源。直径約100メートル。
名称は、アイヌ語で「下の沼」を意味するパンケ・トに由来する。
真簾沼（まみすぬま）
空沼岳最大の沼。周囲が開けているためキャンプの適地ともいわれるが、環境汚染のことを考慮すると実行すべきではない。
名称は、真駒内川と簾舞川の水源近くに位置することから。
長沼（ながぬま）
湯の沢の源流部に位置する、長径60メートル・短径20メートルの東西に細長い沼。
アイヌ語名は「長い沼」を意味するタンネ・トであった。
- 青沼
- 万計沼
- 真簾沼

## 登山ルート

### 湯の沢コース
夏季の土・日・祝日のみ、札幌市営地下鉄南北線真駒内駅から北海道中央バスの「空沼登山口」行きが運行される。それ以外の日程の場合、自家用車を使うか、同バス路線の通常終点「空沼二股」から30分かけて歩くしかない。バス停は日鉄鉱業北海道支店常盤採石所のただ中にある。
真駒内川を渡り、その支流の万計沢に沿って登山道を進んでいくと、やや道から外れた地点に青沼がある。沢の源である万計沼のほとりには2軒の山小屋が建っている。
万計沼を過ぎると、やがてより広い真簾沼が見え、その脇には龍神地蔵が建つ。ここから軽く下り、さらに急な登りを越えると、札幌岳への縦走路との分岐点を過ぎ、安山岩の露出した山頂にたどり着く。
なお、山頂からさらに進むと空沼（からぬま）を見ることができるが、相応の藪漕ぎを要する。
また、札幌岳縦走路は荒廃しているが、札幌市近隣で1000メートル級の山々を縦走できるのはこのルートしかない。道中はヒョウタン沼を望むことができる。

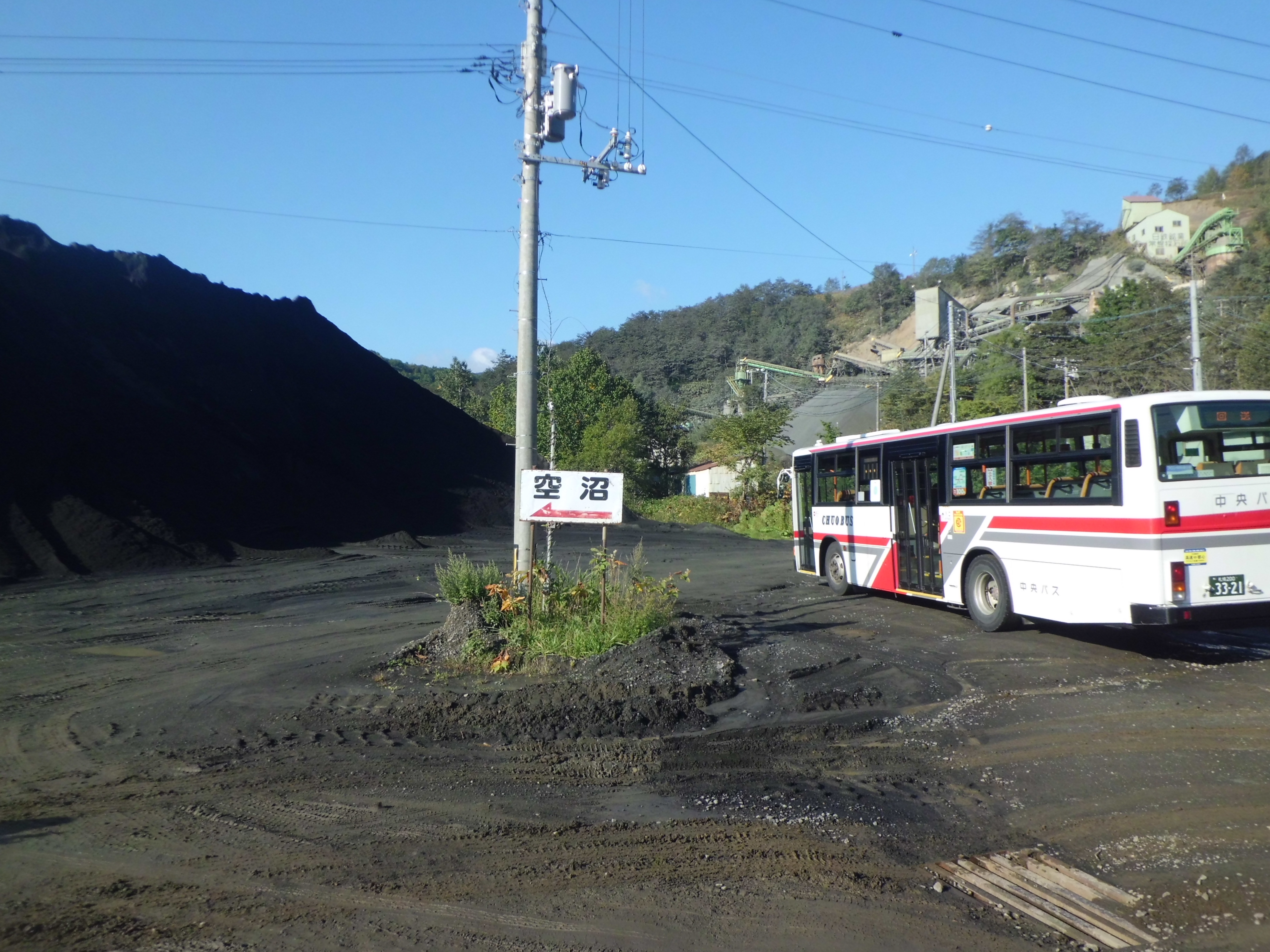
北海道中央バス「空沼登山口」停留所
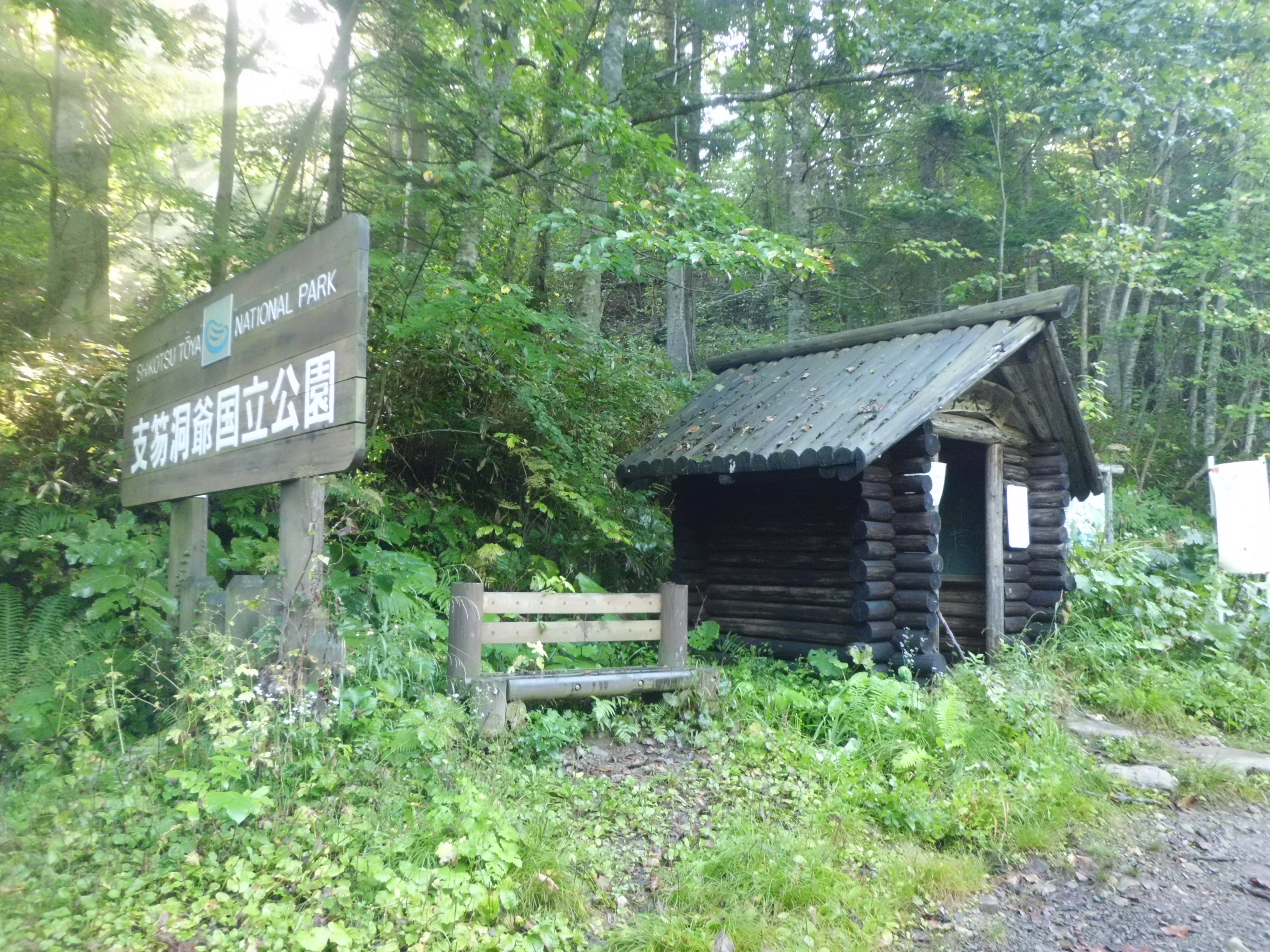
登山口手前の小屋
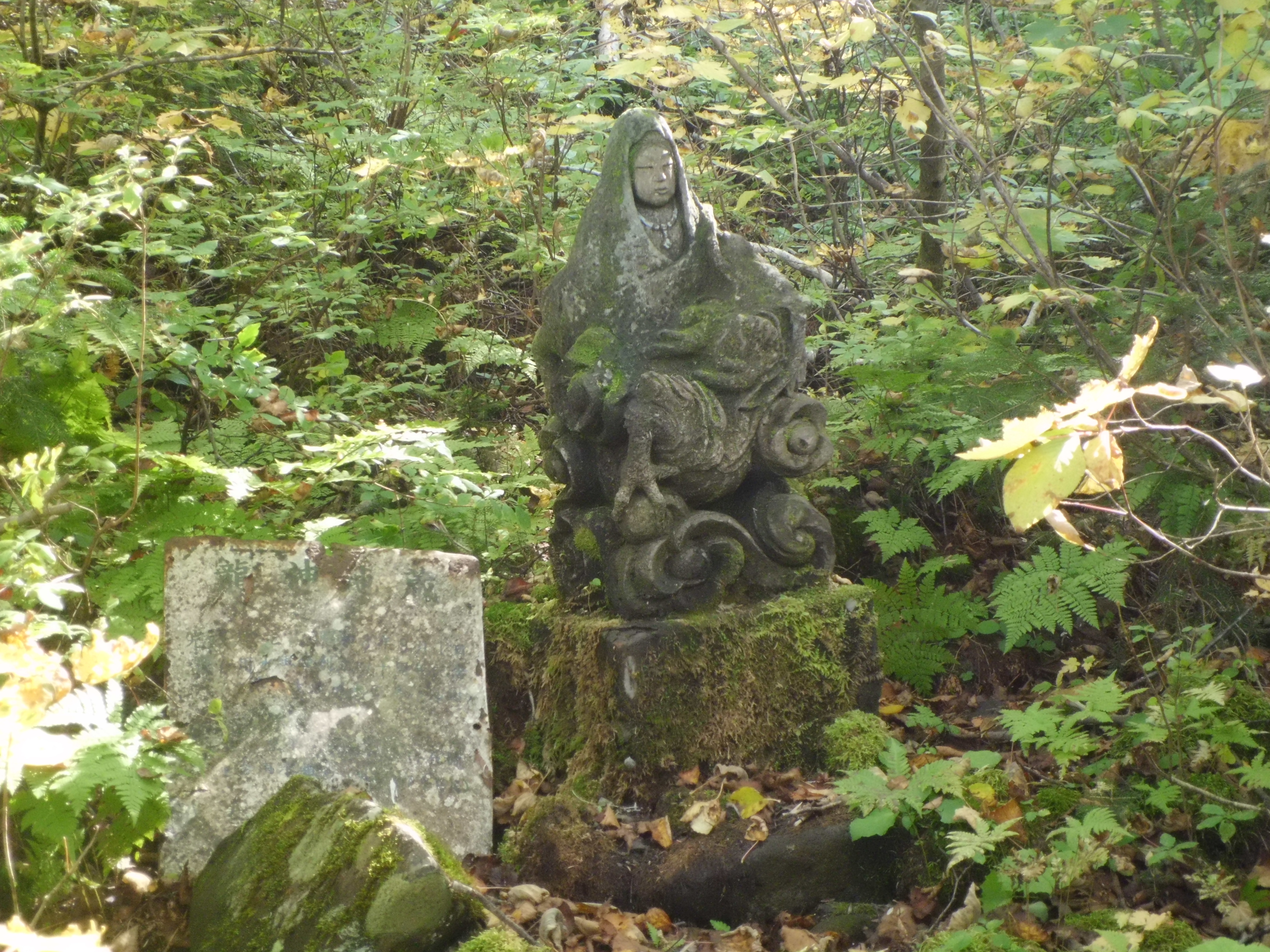
龍神地蔵
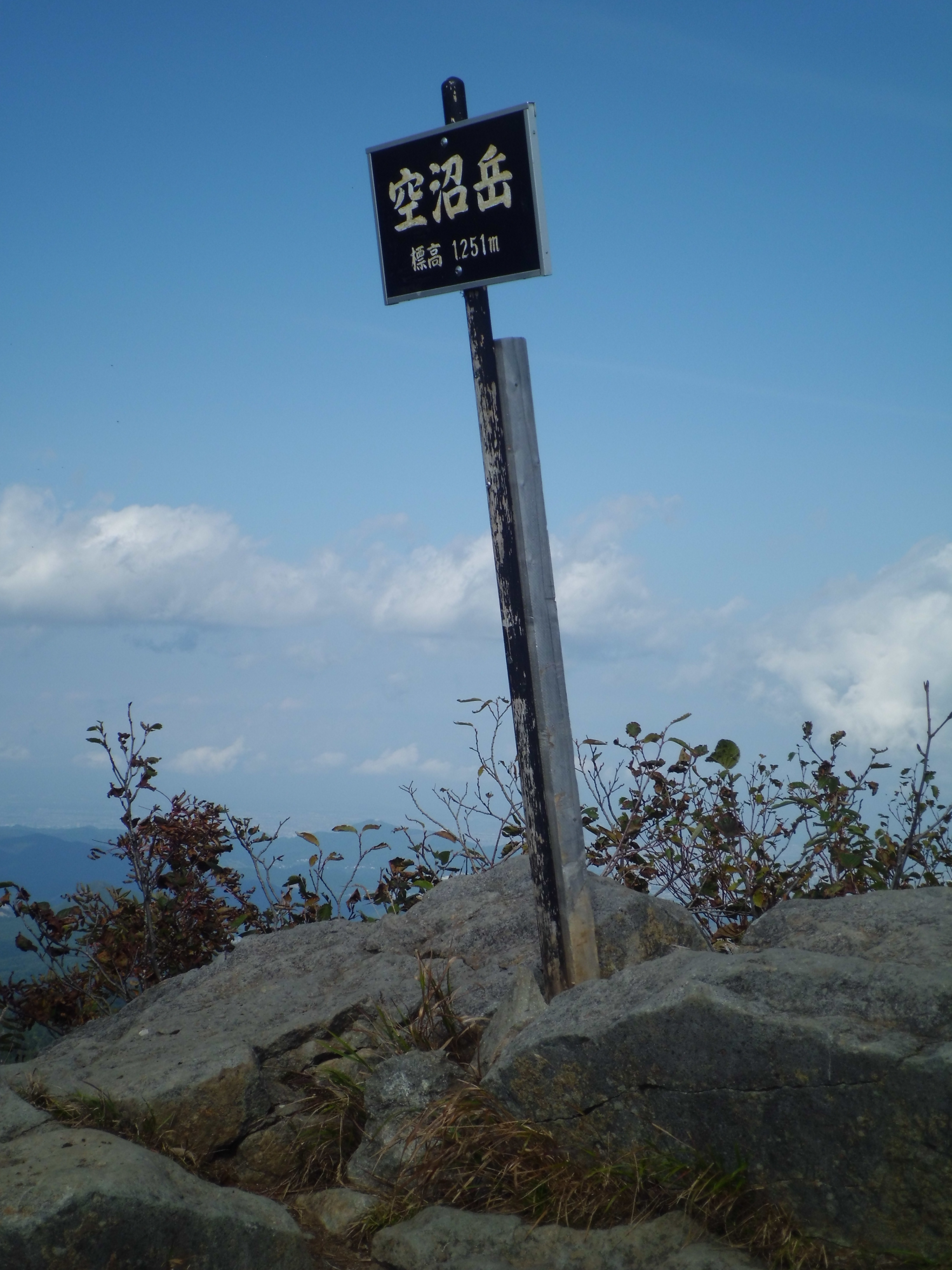
山頂標

### 簾舞コース
湯の沢コースにバスが乗り入れる以前は、定山渓鉄道線の東簾舞停留所から延びる簾舞コースが利用されていた。
簾舞口より約6キロメートル進むと、広々とした真簾峠にたどり着く。峠の西に簾舞川、東に真駒内川が流れているため、両河川の頭文字をとって名づけられたものである。なお、峠の東にそびえる標高651.6メートル峰を「真簾山」と呼ぶ人もいる。
真簾峠の南方約3キロメートルには、2つの丘の間をS字に抜ける鞍馬越（くらまごえ）がある。鞍馬（くらうま）の背のような地形にちなんで名づけられた。
さらに進んで尾根を出はずれると、迷い平と呼ばれる平坦な場所に出る。読んで字のごとく、迷いやすい地点であったために名づけられた。かつては登山道と交差して、湯の沢の源流である長沼に至る山道があったが、すでに消失している。
迷い平の先、道は万計沼に続いている。

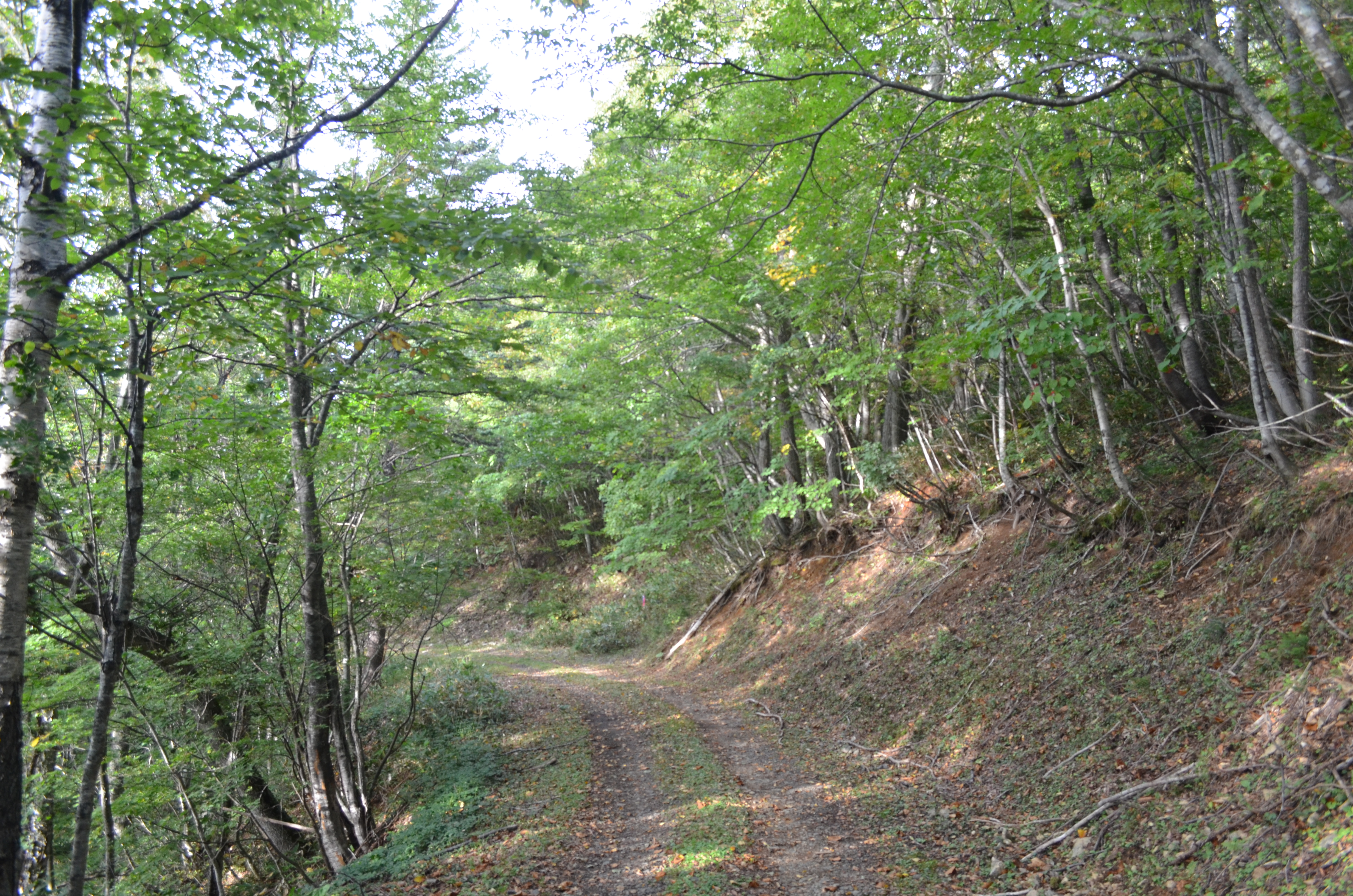
鞍馬越

## 山小屋
空沼小屋
1928年（昭和3年）、秩父宮雍仁親王の下賜金によって万計沼のほとりに建てられ、「宮様ヒュッテ」の通称で親しまれた。
収容人数30名。管理は北海道大学が行っている。
老朽化により2006年（平成18年）から使用禁止となっていたが、2017年（平成29年）に修復を終えた。
なお、かつての空沼小屋は青い屋根だったが、修復により赤く塗り直された。
万計山荘
札幌営林署定山渓営林事務所によって建設された。
収容人数50名。ベランダが広くとられた建物で、設備が優れていることから利用者が多い。
ボランティアの手により活動している。
万計小屋
倉庫の扉のような窓を備えた、バラック式の粗末な小屋で、空沼小屋のすぐ下の川べりにあった。
現在は跡形もない。

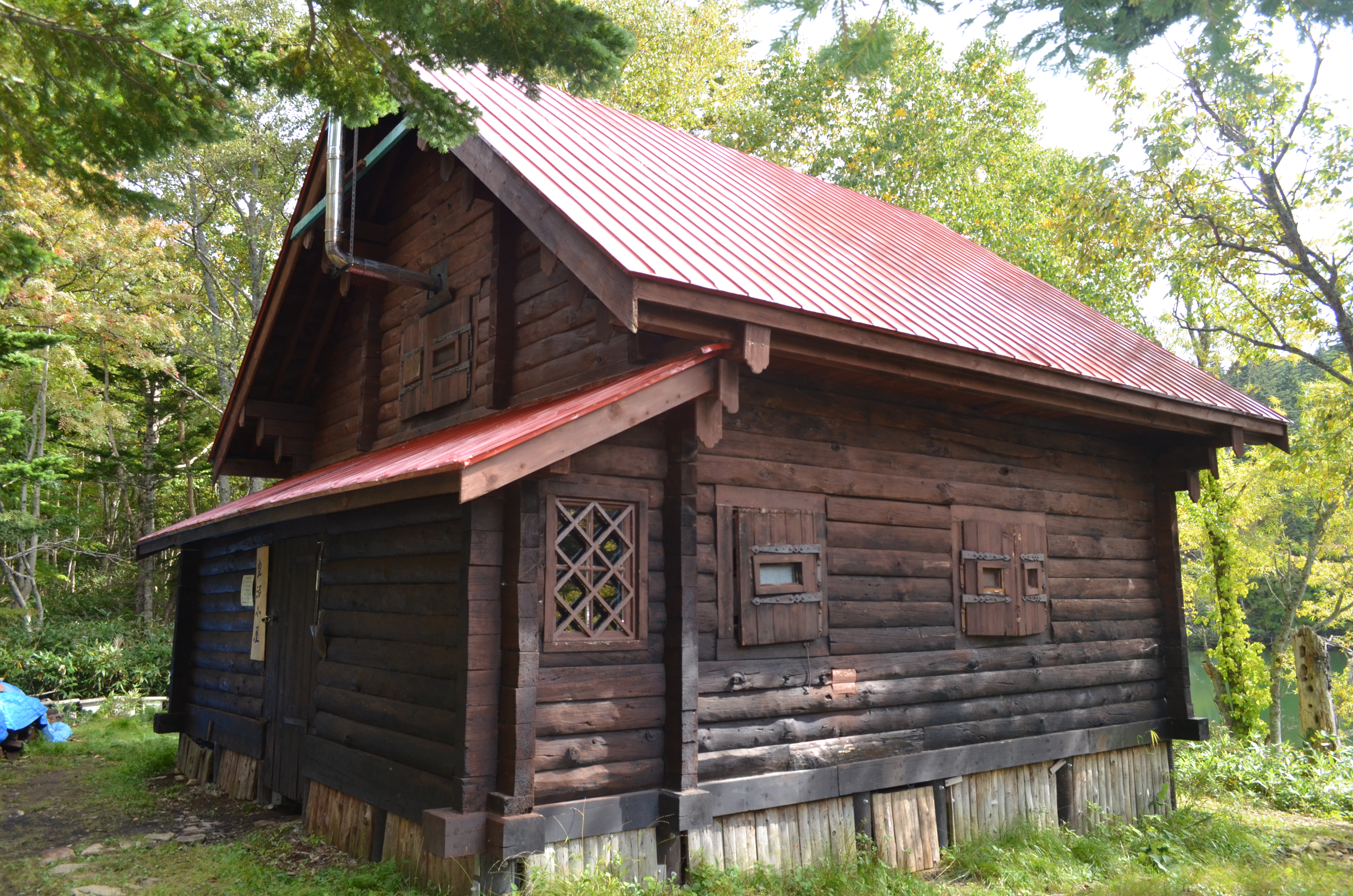
修復された空沼小屋（2021年）
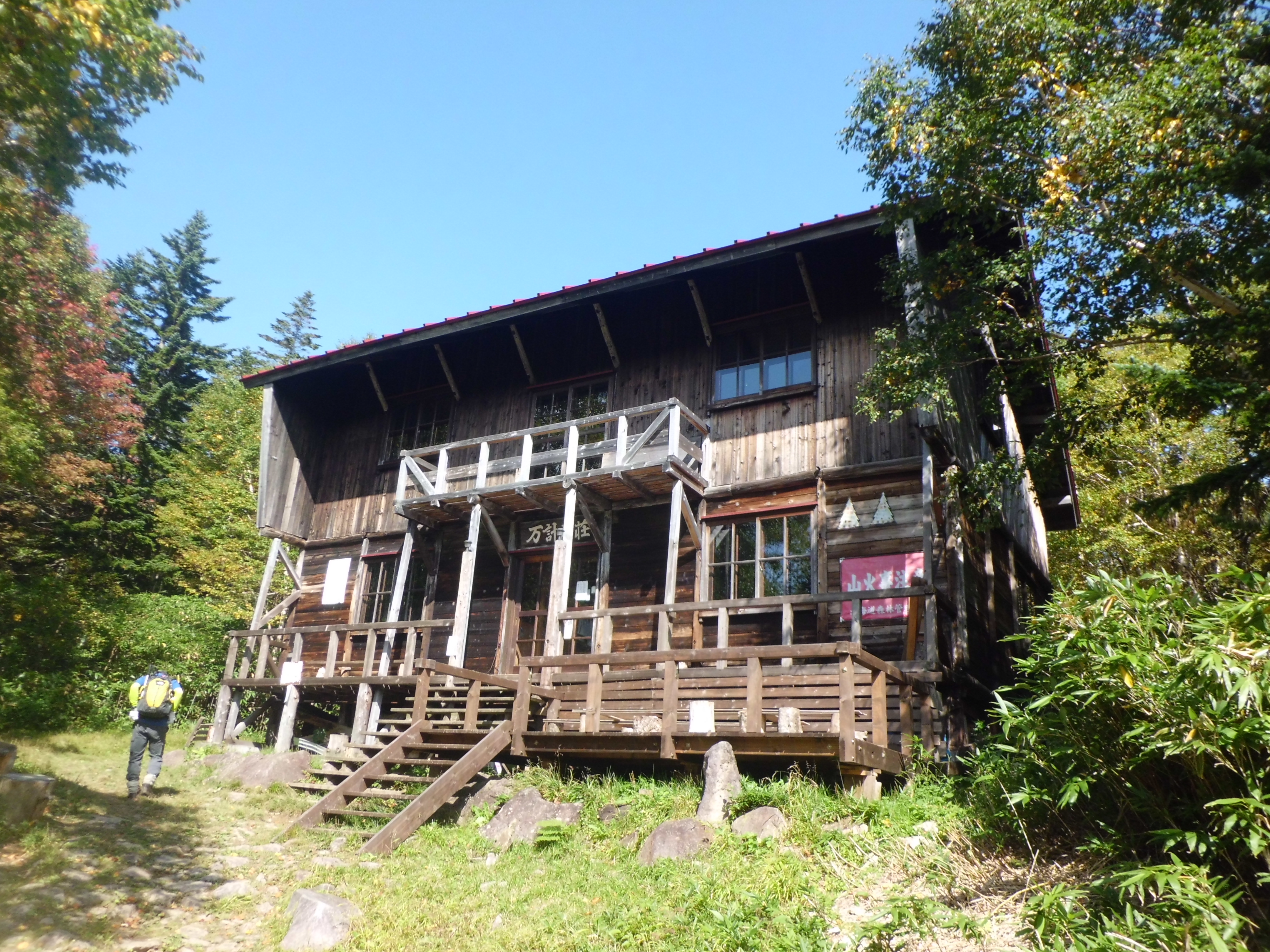
万計山荘